# La Encarna con chiquilín

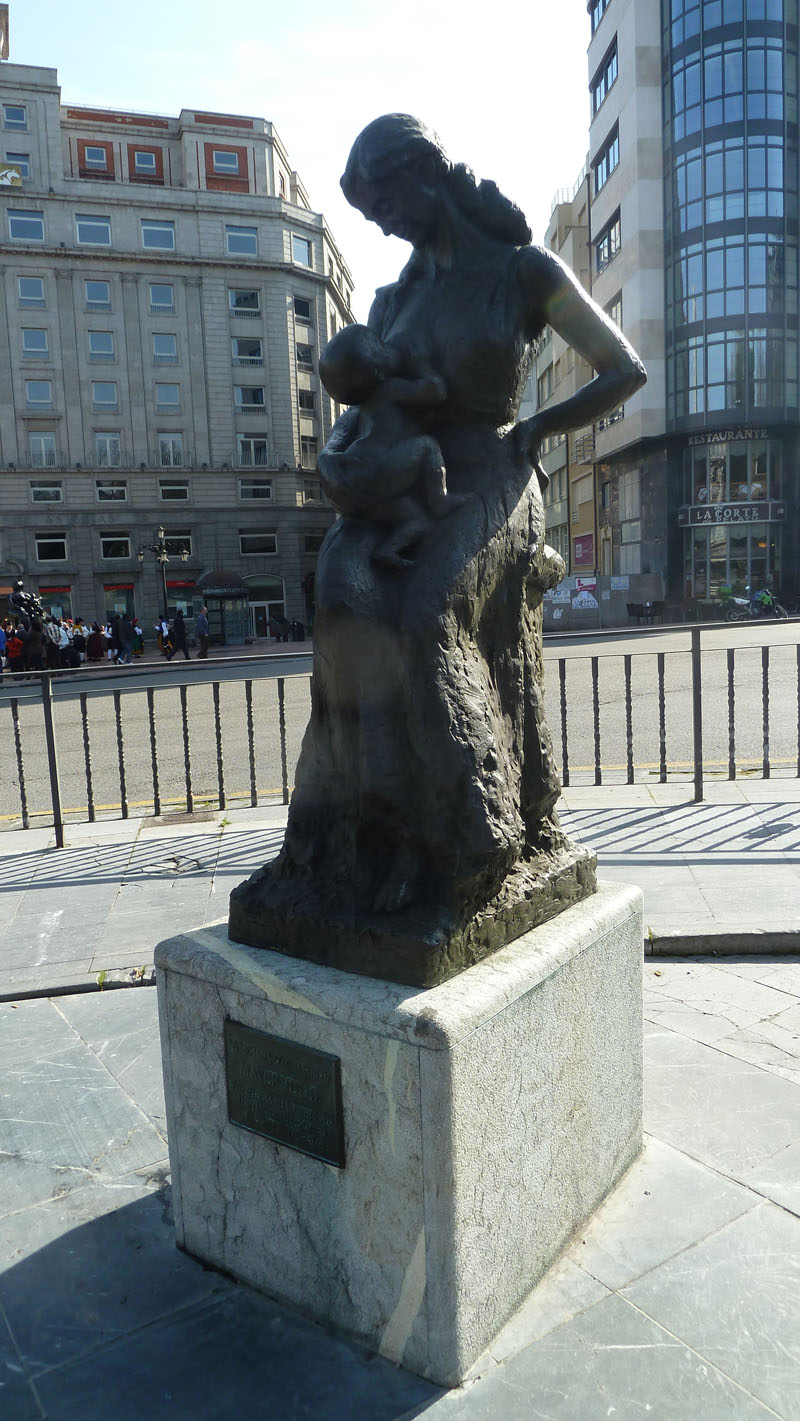
La Encarna con chiquilín.

La escultura urbana conocida como La Encarna con chiquilín, ubicada cruce de la calle Uría con la de Marqués de Santa Cruz, al lado del Campo de San Francisco, en la ciudad de Oviedo, Principado de Asturias, España, es una de las más de un centenar que adornan las calles de la mencionada ciudad española.
El paisaje urbano de esta ciudad se ve adornado por obras escultóricas, generalmente monumentos conmemorativos dedicados a personajes de especial relevancia en un primer momento, y más puramente artísticas desde finales del siglo XX.
La escultura, hecha en bronce, es obra de Sebastián MIranda, y está datada en 1955. Se trata de una copia moderna que se realizó póstumamente por parte del Ayuntamiento de Oviedo una vez pagados todos los derechos sobre esta y otras obras de Sebastián Miranda. La copia es de mayor tamaño que el original, y viene a ser un homenaje a la maternidad. De hecho presenta a los pies una placa de bronce en la que se lee:
«LA ENCARNA CON CHIQUILIN / MATERNIDAD / AUTOR: SEBASTIAN MIRANDA / AYUNTAMIENTO DE OVIEDO / 21 - SEPTIEMBRE – 2005».
Además, en la peana de bronce sobre la que se asienta la escultura, está la firma del autor: «S. Miranda». La obra se llevó a cabo en la fundición «Arte Seis» de Madrid.